# Grover (Carolina del Sur)
Grover es un lugar designado por el censo ubicado en el condado de Dorchester en el estado estadounidense de Carolina del Sur. En el Censo de 2020 tenía una población de 297 habitantes y una densidad poblacional de 44,32  habitantes por km². Fue incluido como CDP en el censo de 2020.

## Geografía
Grover se encuentra ubicado en las coordenadas 33°6′19″N 80°35′41″O / 33.10528, -80.59472. Según la Oficina del Censo de los Estados Unidos,  tiene una superficie total de 6,70 km², todos correspondientes a tierra firme.